# Вальехо, Камила
Камила Антония Амаранта Валье́хо Даулинг (исп. Camila Antonia Amaranta Vallejo Dowling, родилась 28 апреля 1988, Сантьяго-де-Чили) — чилийская общественная и политическая деятельница, активистка студенческого и коммунистического движения в Чили. Выпускница географического факультета Чилийского университета (получила диплом в июле 2013 года).
С ноября 2010 по ноябрь 2011 года президент Студенческой федерации Чилийского университета (Federación de Estudiantes de la Universidad de Chile, FECh); вторая женщина, возглавившая студенческую общину страны после другой коммунистки, Марисоль Прадо (1997—1998), за 105-летний период существования FECh. Член ЦК Коммунистической молодёжи Чили (Juventudes Comunistas de Chile), молодёжной организации Коммунистической партии Чили. Одна из спикеров студенческих протестов 2011—2013 годов. 
Депутат парламента Чили в 2013—2021 годах. Генеральный секретарь Кабинета министров Республики Чили с 25 января 2022 года.

## Биография
Камила Вальехо — дочь Рейнальдо Вальехо и Мариэлы Даулинг (мать — ирландского происхождения), бывших во время президентства Сальвадора Альенде и военного переворота 1973 года членами Коммунистической партии Чили. Приходится правнучкой Хорхе Даулингу Десмадрилу — геодезисту и социалистическому политику. Детство провела в коммунах Ла-Флорида и Макуль, среднее образование получила в частной школе Colegio Raimapu в Ла-Флориде. В 2006 году поступила в Университет Чили на географию на факультете архитектуры и градостроительства, полный курс учёбы на котором окончила в июле 2013 года с отличием.

### Во главе студенческого движения
В университетской среде была вовлечена в левое движение и в 2007 году вступила в Коммунистическую молодёжь Чили. В 2008 году стала членом Студенческой федерации университетов Чили, президентом которой была избрана в ноябре 2010 года (за неё было отдано 2918, или 35,16 %, голосов). На очередных выборах в декабре 2011 года за неё было подано ещё больше голосов — набрала уже 3864 (29,1 %) голосов, но с небольшим отрывом (190 голосов) уступила Габриэлю Боричу из «Автономных левых» (30,5 %), заняв должность его вице-президента.

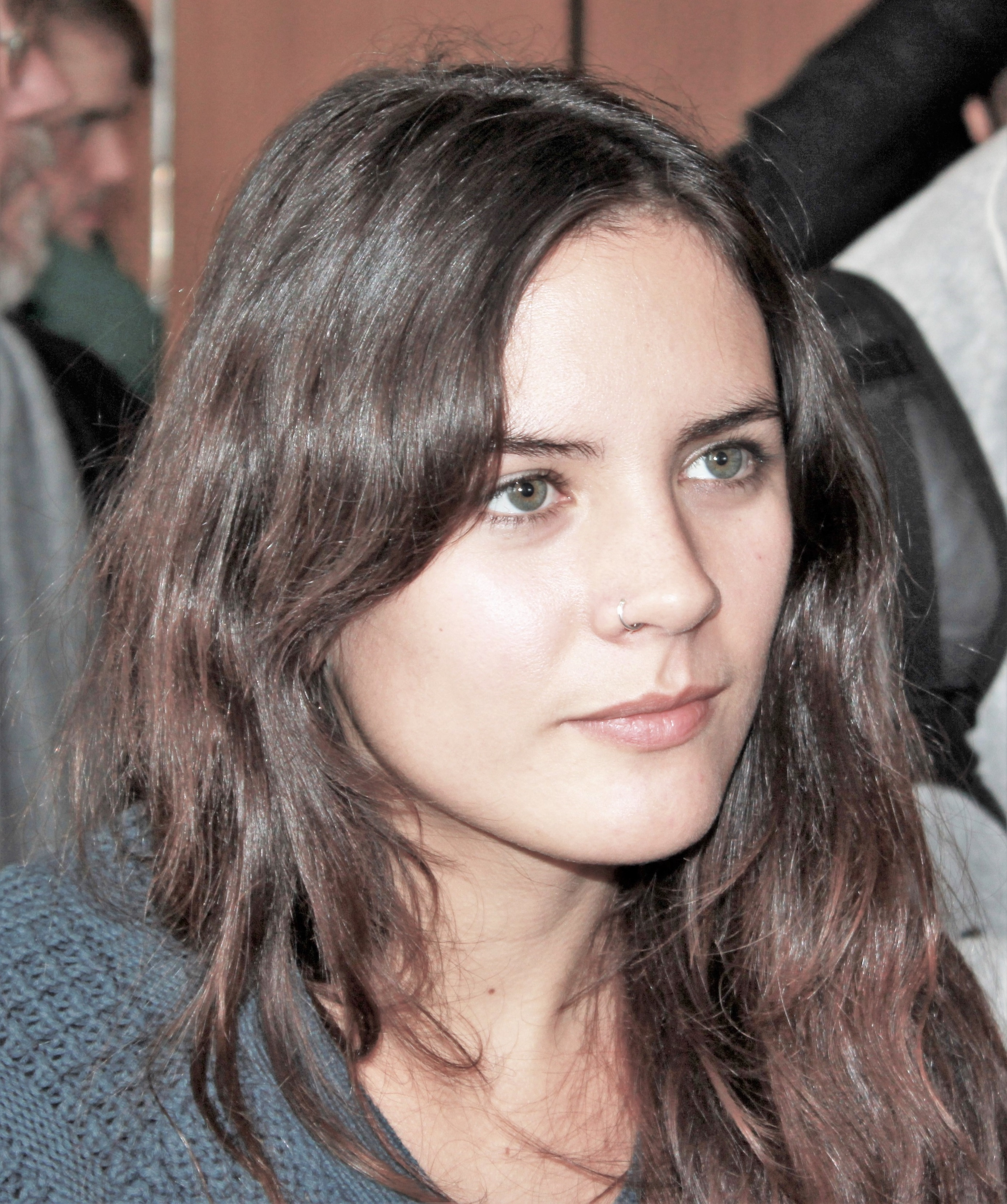
Камила Вальехо. Мюнхен, февраль 2012 года.

Камила Вальехо, наряду с Хиорхио Джексоном (Католический университет Чили) и Камило Бальестеросом (Университет Сантьяго де Чили), была в числе главных организаторов и лидеров студенческих протестов 2011 года в Чили, направленных против неолиберальных инициатив правительства Себастьяна Пиньеры по коммерциализации образования.
Солидарность со студентами охватила значительные слои общества: «кастрюльные протесты» жителей городов Чили сопровождались объявленной профсоюзами 48-часовой всеобщей забастовкой. 21 августа 2011 года Камила возглавила манифестацию чилийской молодежи за всеобщее бесплатное образование, в которой приняли участие миллион человек.

### Признание и известность
Харизматичная девушка обрела общенациональную и международную известность: её оценивали как важнейшую фигуру в коммунистическом движении Чили XXI века и символическую преемницу Гладис Марин, сравнивали с субкоманданте Маркосом, называли «Красной Камилой», «валькирией мирной студенческой революции» и даже «новой Ульрикой Майнхоф». Вице-президент Боливии Альваро Гарсия Линера признался Вальехо в любви и от имени боливийского народа выразил ей всецелую поддержку.

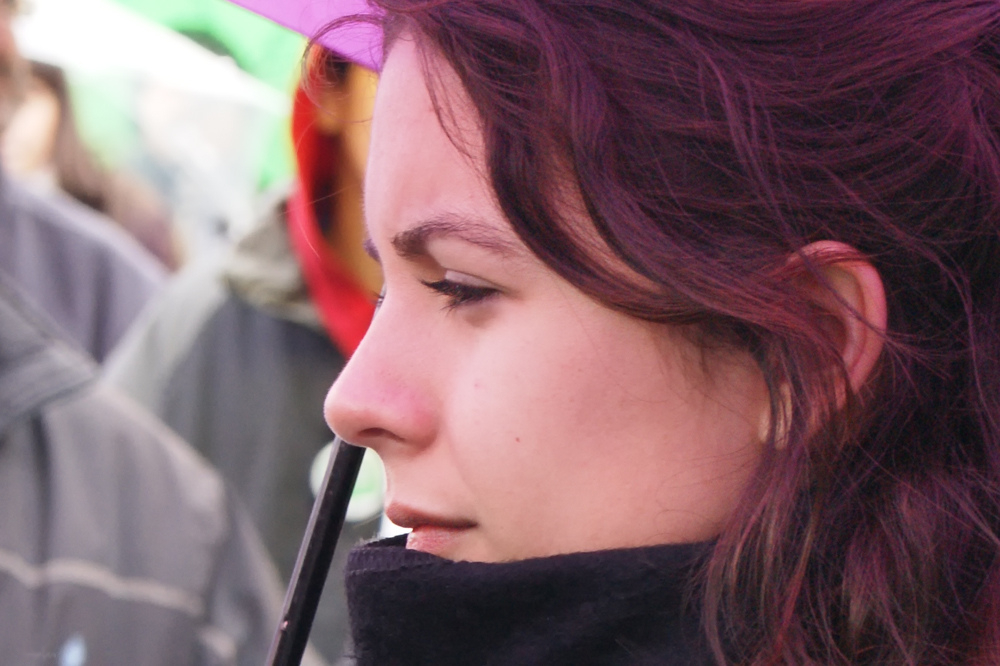
Камила Вальехо на демонстрации, 2011 год.

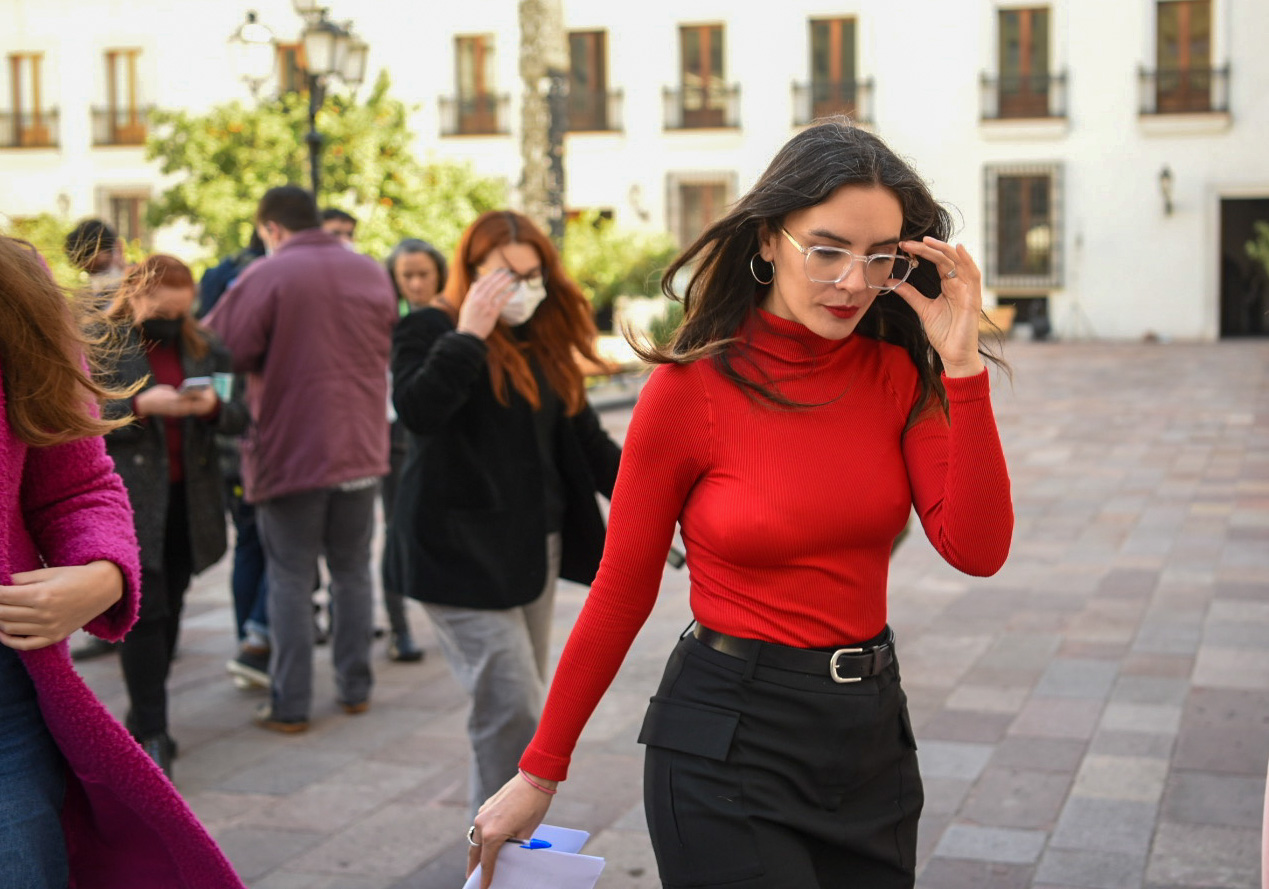
Министр Камила Вальехо вместе с министром Жанетт Вега и заместителем министра Валеска Наранхо открывают учредительный киоск на площади Конституции в августе 2022 года.

В то же время чилийские власти отнеслись к лидеру студенческого движения с нескрываемой неприязнью: высокопоставленная чиновница из министерства культуры Татьяна Акунья даже заявила, что «убийство Вальехо положило бы конец надоевшим манифестациям». Из-за угроз жизни Камилы Вальехо Верховный суд Чили в августе 2011 года вынес решение обеспечить для неё защиту полиции.
В проведённом в декабре 2011 года онлайн-голосовании Камила Вальехо была с большим перевесом избрана «Человеком года» читателями «The Guardian». В начале 2012 года удостоена также звания «Лидер студентов мира в защите прав человека 2011» от Студенческой сети Amnesty International в Норвегии.

### Последующая политическая деятельность
В октябре 2011 года была избрана в Центральный комитет КПЧ на XIII съезде Коммунистической партии и выступала в Париже в ЮНЕСКО, где также провела встречи со Стефаном Эсселем и Эдгаром Мореном. В январе 2012 года выпустила книгу «Мы можем изменить мир» (Podemos cambiar el mundo), которая представляет собой сборник её статей, колонок и выступлений.
В ноябре 2012 года Коммунистическая партия Чили выдвинула кандидатуру Вальехо в парламент Чили. По решению партии Вальехо поддержала социалистку Мишель Бачелет, с которой встретилась 15 июня 2013 года, в борьбе за президентское кресло.
По итогам парламентских выборов 2013 года прошла в Палату депутатов Чили, получив по своему округу 26 в Ла-Флориде 43 % голосов — один из лучших показателей по стране. Наряду с ней депутатами были избраны несколько других активистов студенческих протестов, в том числе её единомышленница, генеральный секретарь чилийского комсомола Кароль Кариола. Став самой молодой из 120 парламентариев, Камила Вальехо заняла депутатский пост 11 марта 2014 года, входит в постоянные парламентские комитеты по охране окружающей среды и природных ресурсов; по образованию; по науке и технологиям.
Переизбрана в парламент на парламентских выборах 2017 года, но уже от другого округа (12), набрав 47,7 тысяч голосов (13,7 %).
На парламентских выборах 2021 года не переизбиралась, поддержав кандидатуру Даниэлы Серрано, избранной в парламент с результатом 14 727 голосов (3,75 %).
25 января 2022 года получила пост Генерального секретаря Кабинета министров Чили в правительстве Габриэля Борича.

## Семья
С сентября 2011 года состоит в браке с Хулио Сармиенто — медиком родом с Кубы, одним из бывших лидеров чилийского студенческого движения и Коммунистической молодёжи Чили. В апреле 2013 года объявила, что ждёт ребёнка, а 6 октября 2013 родила девочку.